# Пирофосфорна киселина
Пирофосфорна киселина, још позната као дифосфорна киселина, је сирупаста течност или вискозна бела чврста маса. Пирофосфорна киселина је безбојна, безмирисна, хигроскопна и растворна у води, диетил-етру, и етанолу. Добија се дехидратацијом фосфорне киселине. Пирофосфорна киселина споро хидролизује у присуству воде у фосфорну киселину.
Иако је пирофосфорна киселина четворобазна, познате су само две врсте њених соли пирофосфата: секундарни (нпр. ) и квартернарни (нпр. ). Соли пирофосфорне киселине имају великог значаја у аналитичкој хемији.